# Takahiro Masukawa
Takahiro Masukawa (増川 隆洋 Masukawa Takahiro?, nacido el 8 de noviembre de 1979 en Himeji, Hyōgo) es un exfutbolista japonés que se desempeñaba como defensa.

## Trayectoria

### Clubes
| Club                       | País  | Año         |
| -------------------------- | ----- | ----------- |
| Avispa Fukuoka             | Japón | 2003 - 2004 |
| Nagoya Grampus             | Japón | 2005 - 2013 |
| Vissel Kobe                | Japón | 2014 - 2015 |
| Hokkaido Consadole Sapporo | Japón | 2016 - 2017 |
| Kyoto Sanga FC             | Japón | 2018 - 2019 |

## Estadística de carrera

### J. League
| Club                       | Año   | J. League | J. League | Copa J. League | Copa J. League | Total | Total |
| Club                       | Año   | Part.     | Goles     | Part.          | Goles          | Part. | Goles |
| -------------------------- | ----- | --------- | --------- | -------------- | -------------- | ----- | ----- |
| Avispa Fukuoka             | 2003  | 11        | 0         | -              | -              | 11    | 0     |
| Avispa Fukuoka             | 2004  | 43        | 4         | -              | -              | 43    | 4     |
| Nagoya Grampus Eight       | 2005  | 22        | 0         | 6              | 0              | 28    | 0     |
| Nagoya Grampus Eight       | 2006  | 23        | 0         | 5              | 1              | 28    | 1     |
| Nagoya Grampus Eight       | 2007  | 15        | 2         | 2              | 0              | 17    | 2     |
| Nagoya Grampus             | 2008  | 27        | 2         | 9              | 1              | 36    | 3     |
| Nagoya Grampus             | 2009  | 27        | 0         | 1              | 0              | 28    | 0     |
| Nagoya Grampus             | 2010  | 32        | 1         | 4              | 0              | 36    | 1     |
| Nagoya Grampus             | 2011  | 33        | 1         | 2              | 0              | 35    | 1     |
| Nagoya Grampus             | 2012  | 33        | 1         | 2              | 0              | 35    | 1     |
| Nagoya Grampus             | 2013  | 28        | 3         | 6              | 0              | 34    | 3     |
| Vissel Kobe                | 2014  | 31        | 0         | 4              | 0              | 35    | 0     |
| Vissel Kobe                | 2015  | 17        | 1         | 6              | 0              | 23    | 1     |
| Hokkaido Consadole Sapporo | 2016  | 33        | 1         | -              | -              | 33    | 1     |
| Hokkaido Consadole Sapporo | 2017  | 1         | 0         | 0              | 0              | 1     | 0     |
| Total                      | Total | 376       | 16        | 47             | 2              | 423   | 18    |